# The Outer Worlds
The Outer Worlds je akční RPG z roku 2019, které vyvinula společnost Obsidian Entertainment a vydala Private Division.

## Příběh
Hra se odehrává v alternativní budoucnosti v Halcyonu, vzdálené hvězdné soustavě kolonizované megakorporacemi. Ve hře se hráči ujímají role pasažéra ze ztracené koloniální lodi, který je oživen vědcem a pověřen záchranou svých spolukolonistů a zničením korporací odpovědných za zánik kolonie.

## Hratelnost
Hra je z pohledu první osoby a hráči mohou při setkání s potenciálně nepřátelskými nehratelnými postavami použít boj, stealth nebo dialog (přesvědčování, lhaní a zastrašování). Hráči mohou činit četná dialogová rozhodnutí, která ovlivňují rozvětvený příběh.

## Vývoj
Vývoj hry The Outer Worlds pod vedením Tima Caina a Leonarda Boyarského, tvůrců série Fallout, byl zahájen v dubnu 2016. Svět a postavy hry byly inspirovány seriály Firefly, Futurama a Deadwood. Tým použil k zobrazení herního světa výrazné barvy a byl ovlivněn stylem Art Nouveau a díly Alfonse Muchy a Moebia.
Hra byla koncipována jako užší ve srovnání s jinými role-playing hrami, i když řada lokací a postav byla nakonec vyřazena kvůli časovým a rozpočtovým omezením a také kvůli neznalosti týmu s používáním herního enginu.

## Vydání a ohlasy
Hra byla oznámena v prosinci 2018 a poté vydána pro PlayStation 4, Windows a v říjnu 2019 pro Xbox One. Port pro Nintendo Switch byl vydán v červnu 2020. Obsidian vydal dva balíčky stahovatelného obsahu a v březnu 2023 byla vydána remasterovaná verze pro PlayStation 5, Windows a Xbox Series X/S pod názvem The Outer Worlds: Spacer's Choice Edition.
Hra získala obecně pozitivní recenze. Kritici obecně chválili scénář hry, postavy, svobodu volby a výtvarné zpracování, i když bojový systém byl kritizován za svou fádnost. Mnoho kritiků poukázalo na podobnost s sérií Fallout. Verze pro Switch byla kritizována za technické problémy.
Hra byla nominována na několik ocenění na konci roku, včetně ceny Game of the Year na The Game Awards 2019. Hra byla komerčně úspěšná a do srpna 2021 se prodalo přes čtyři miliony kusů, což předčilo očekávání.
Pokračování s názvem The Outer Worlds 2 má být vydáno v roce 2025 pro PlayStation 5, Windows a Xbox Series X/S společností Obsidian a vydavatelem Xbox Game Studios.